# Баня в Енгиджа
Баня в Енгиджа — историко-архитектурный памятник, расположенный в селе Енгиджа в Шарурском районе Нахчыванской Автономной Республики.
Памятник функционировал как баня до 80-х годов XX века. Был реконструирован в 2018 году. В настоящее время не используется по прямому назначению.

## История
Баня была построена в конце XVIII века Товуз-ханум Шахтахтлы. Общая площадь прямоугольной бани — 650 м². Здание построено из обожжённого кирпича размером 19x19x5 см и извести. Здание разделено на два восьмиугольных зала и два примыкающих к ним подсобных помещения. В южной части здания находится кочегарка. Двери подсобных помещений, расположенных между двумя залами, открываются в умывальную. Ванная комната отапливалась через каналы горячего воздуха, расположенные под полом. Здание освещается через дымоход, расположенной в центре купола, и небольшие окна в стенах.
Баня функционировала до 80-х годов XX века. Впоследствии из-за бездеятельности и отсутствия ремонта здание пришло в аварийное состояние.
Процесс реконструкции бани длился с марта 2017 года до сентября 2018 года. В настоящее время не используется по прямому назначению. В историческом здании организованы услуги в 7 отраслях.